# Joseph Napoléon Sébastien Sarda Garriga
Joseph Sarda nato Joseph Napoléon Sébastien Sarda Garriga ma detto Sarda-Garriga (Pézilla-la-Rivière, 13 dicembre 1808 – Mesnil-sur-l'Estrée, 8 settembre 1877) fu un amministratore coloniale francese.

## Biografia
Sarda-Garriga, figlio di Gaudéric Sarda e Marie Garriga, apparteneva ad una famiglia modesta, ma il suo padrino fu Giuseppe Bonaparte, fratello maggiore dell'imperatore Napoleone e re di Napoli e poi di Spagna. Dopo gli studi a Parigi, il giovane entrò nel ministero delle finanze durante la Monarchia di Luglio, ma affermò le sue idee repubblicane. Nel 1841 sposò Ève Louise Poncelet de Mauvoir, vedova del visconte di Lodin, con cui ebbe un figlio.
Nel 1848 Victor Schœlcher, membro del governo provvisorio, lo nominò Commissario Generale della Repubblica nella Riunione per attuare il decreto per l'abolizione della schiavitù.
Arrivò alla Riunione il 13 ottobre 1848. L'assemblea dei proprietari del nord dell'isola gli chiesero di rinviare l'applicazione del decreto fino alla fine della raccolta dello zucchero. Sarda-Garriga, però, rifiutò e promulgò il decreto di abolizione il 18 ottobre. Il 22 ottobre, i membri dell'Assemblea si separarono senza mostrare alcuna resistenza. Il 24 ottobre, Sarda-Garriga ricevette una delegazione di schiavi e rese obbligatorio per tutti i liberati un contratto di lavoro.
Da metà novembre a metà dicembre intraprese un giro dell'isola, con l'obiettivo di rassicurare padroni e schiavi e sollecitare la popolazione alla calma e al lavoro. Svolgendo la sua missione, il 20 dicembre decretò l'abolizione della schiavitù.
il 17 febbraio 1849, sposò in seconde nozze madame Clément, vedova del direttore della Monnaie de Paris (zecca di Parigi). Sollevato dai suoi doveri, lasciò La Riunione il 12 maggio 1850 a bordo della fregata "La Reine blanche". Nel dicembre 1851 fu nominato Commissario Generale della Guyana. Contrario alla politica di Napoleone III, tornò in Francia all'inizio del 1853. Nel 1852 fu insignito della Legion d'Onore.
La sua tomba è ancora presente nel piccolo cimitero di Mesnil-sur-l'Estrée (Eure).